# St. Valentin (Most)

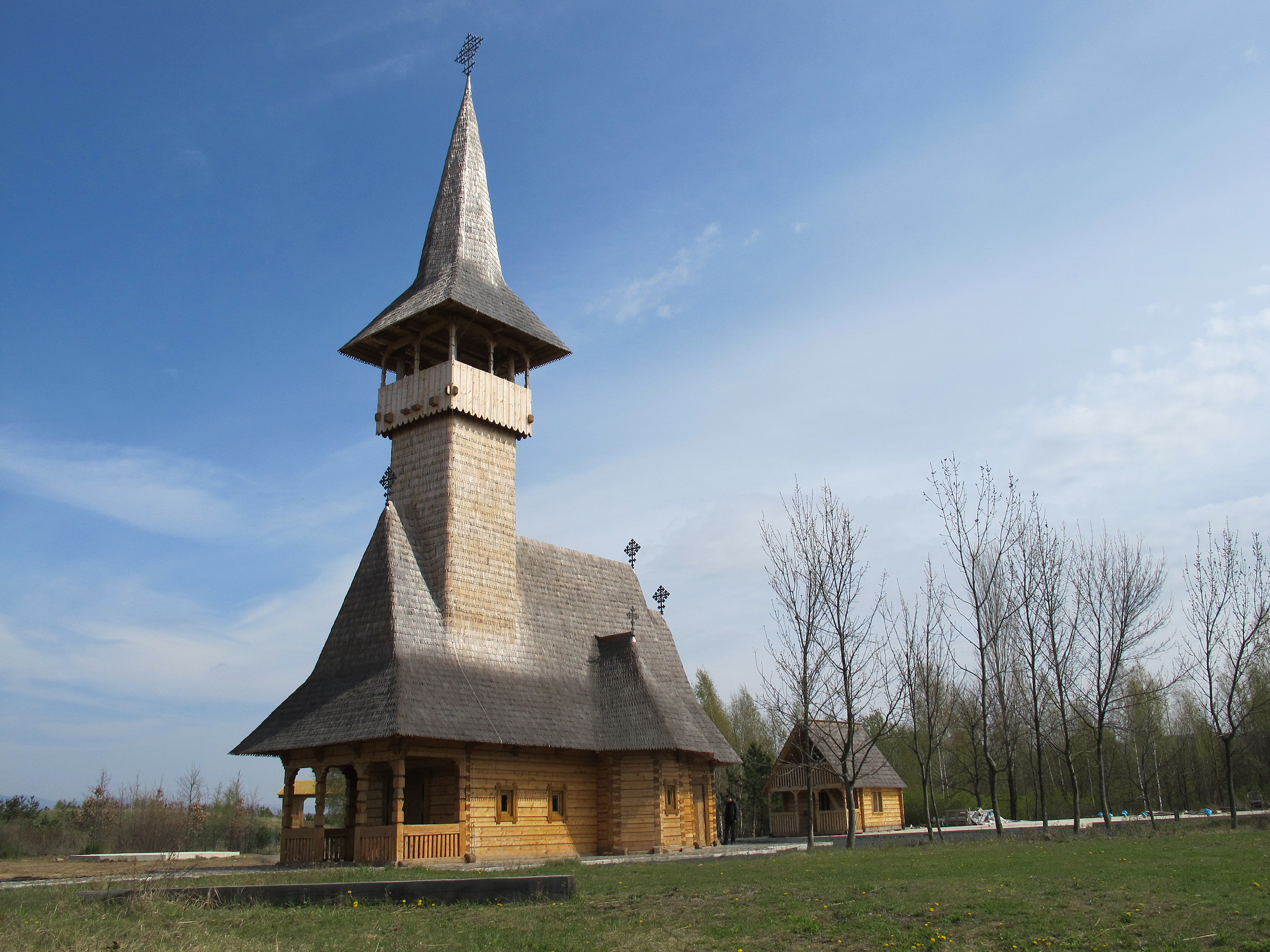
Holzkirche St. Valentin (2012)

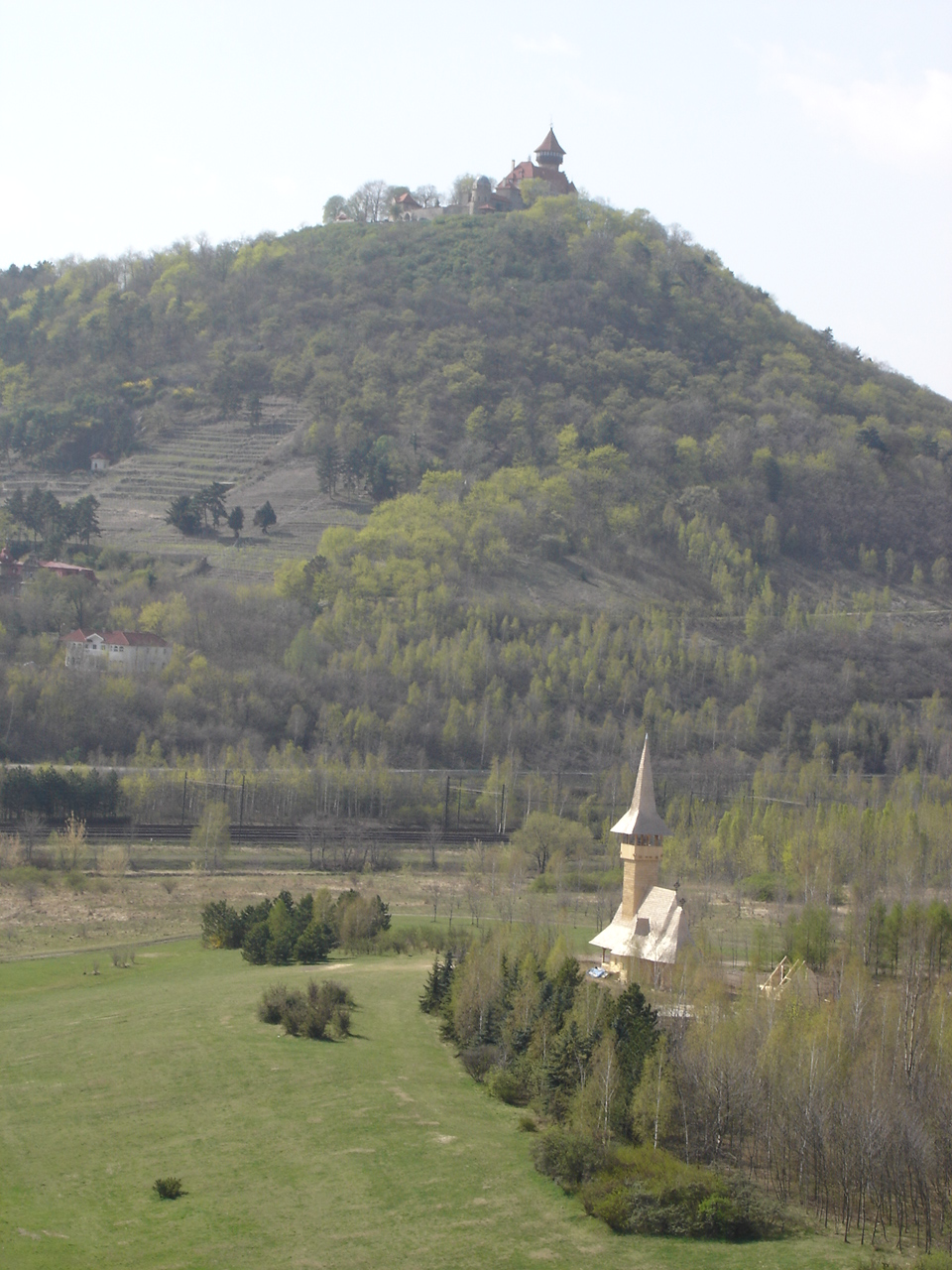
Die Kirche vor dem Panorama des Hněvín (2011)

Die Holzkirche St. Valentin (tschechisch chrám svatého Valentina) war eine orthodoxe Kirche in Most, Tschechien. Sie wurde 2011 geweiht und 2017 durch den Sturm Herwart zerstört.

## Lage
Die Kirche befand sich im Ostteil Starý Most auf einer kleinen Anhöhe linksseitig der Bílina, vis-a-vis dem Hněvín (399 m n.m.). Nördlich liegt der Tagebausee Most, östlich der kirchliche Friedhof Most sowie südöstlich die Dekanatskirche Mariä Himmelfahrt und Spitalkirche zum Hl. Geist.
Unmittelbar nördlich des Standortes der Kirche befand sich die in den 1970er Jahren zerstörte alte Stadt Most.

## Geschichte
Die Kirche wurde 2010 in einem Wäldchen unweit der versetzten Dekanatskirche zum Gedenken an die zum Ende des Zweiten Weltkrieges bei der Befreiung der Tschechoslowakei gefallenen 40.000 rumänischen Soldaten errichtet. Die Baukosten trug der rumänische Staat. Die zur Eparchie Prag gehörige Kirche wurde am 9. Oktober 2011 in Anwesenheit der rumänischen Botschafterin Daniela Gîtman, des rumänisch-orthodoxen Patriarchen Daniel, des orthodoxen Prager Erzbischofs Kryštof und des Moster Primators Vlastimil Vozka geweiht. Später wurde auf dem Areal noch ein hölzernes Sommerbethaus errichtet und mit dem Bau eines Monasteriums begonnen.
Am 27. Mai 2014 erfolgte ein nächtlicher Einbruchdiebstahl in der abgelegenen Kirche, das Bethaus wurde angezündet und brannte aus.
Am Morgen des 29. Oktober 2017 riss der Herbststurm Herwart den Kirchturm um und zerstörte damit die gesamte Holzkonstruktion der Kirche.

## Bauwerk
Die in Nord-Süd-Richtung ausgerichtete Kirche mit einem knapp 23 m hohen Turm an der Südfassade wurde in traditioneller Holzbauweise nach dem Vorbild der Holzkirchen in der Maramureș im Stil der transsilvanischen Gotik errichtet. Nägel fanden nur bei der Befestigung der Dachschindeln Verwendung. Das zum Bau verwendete Eichen-, Fichten- und Tannenholz wurde aus dem Kreis Maramureș eingeführt und vor Ort durch sechs Zimmerleute aus Bârsana unter Leitung von Meister Ilie Ioan Bența verarbeitet. Der im Kircheninnern befindliche messingene Kronleuchter wurde ebenfalls in Rumänien gefertigt.
Vor der Kirche steht ein aus Eichenholz gefertigtes Kreuz der Heiligen Dreifaltigkeit.